# Le Décalage
Le Décalage est un album de bande dessinée en noir et blanc réalisé par Marc-Antoine Mathieu, le sixième tome de la série Julius Corentin Acquefacques. Il est sorti en 2013, neuf ans après le tome 5.